# Hyse
Die Hyse (auch: Aïse, Hise) ist ein Fluss in Frankreich, der im Département Haute-Garonne in der Region Okzitanien verläuft. Ihr Quellbach Ruisseau de Nicole entspringt im Gemeindegebiet von Gibel. Sie entwässert generell in nordwestlicher Richtung durch die Landschaft Lauragais, verläuft auf einer Strecke von etwa zehn Kilometer neben der Autobahn A66 und mündet nach rund 29 Kilometern bei Venerque als rechter Nebenfluss in die Ariège.

## Orte am Fluss
- Gibel
- Montgeard
- Saint-Léon
- Noueilles
- Venerque